# 屋代 (海防艦)
屋代（やしろ）は日本海軍の海防艦で、御蔵型海防艦の6番艦。艦名は山口県の屋代島（周防大島）にちなむ。

## 艦歴

### 計画-竣工-練成
マル急計画の海防艦甲型、第310号艦型の19番艦、仮称艦名第328号艦として計画。1942年2月14日、後に御蔵型と呼ばれることになる海防艦乙型の基本計画（基本計画番号E20）が決定したため、それに従って建造されることとなった。当初は第322号艦型となっていたが、後に予定を繰り上げて第320号艦を第1艦とした第320号艦型に改められた。
1943年（昭和18年）11月18日、日立造船株式会社桜島造船所で起工。1944年（昭和19年）1月25日、屋代と命名。本籍を横須賀鎮守府に仮定される。2月16日、進水。3月1日、山下貞義少佐が艤装員長に着任。5月10日、竣工し本籍を横須賀鎮守府に、役務を横須賀鎮守府警備海防艦にそれぞれ定められ、山下少佐はそのまま海防艦長に着任した。同時に呉鎮守府部隊呉防備戦隊に編入され、練成教育訓練に従事する。その後呉海軍工廠にて主機械回転装置横軸駆動歯車の交換工事、発電機防振装置の装備が行われた。

### 1944年
1944年（昭和19年）6月3日、海上護衛総司令部第一海上護衛隊に編入。10日、呉を出港し、門司へ移動。11日、1B型戦時標準貨物船美濃丸（日本郵船、4,670トン）、タンカーさんるいす丸（三菱汽船、7,268トン）、同桜丸（石油配給統制、850トン）他輸送船26隻からなるミ07船団を駆逐艦朝風、朝顔、第2号海防艦、特設駆潜艇第3拓南丸（日本海洋漁業統制、343トン）と共に護衛して門司を出港。まもなく、2TL型戦時標準タンカー光栄丸（日東汽船、10,238トン）が機関故障を起こし、門司へ反転した。15日1040、船団は奄美大島沖に仮泊。16日、船団は航行を開始。17日、朝顔が貨物船松浦丸（日本郵船、3,179トン）、貨客船加茂丸（日本郵船、8,524トン）の2隻を護衛して船団から分離する。18日1300、船団は高雄に到着する。同日1730、朝顔他の船団は基隆に到着する。ここで貨物船旺洋丸（東洋汽船、5,458トン）と基隆から回航してきた朝顔を加え、1955に出港。まもなく、2TL型戦時標準タンカー太栄丸（日東汽船、10,045トン）が機関故障を起こしたため、朝顔の護衛で高雄へ反転した。23日1800、船団はマニラに到着。桜丸、美濃丸、1C型戦時標準貨物船神国丸（栗林商船、2,746トン）他輸送船16隻、第2号海防艦、第3拓南丸が分離し、1TM型戦時標準タンカー神鳳丸（飯野海運、5,136トン）、2TM型戦時標準タンカー桜栄丸（日東汽船、2,858トン）、応急タンカー山幸丸（山下汽船、5,948トン）他輸送船4隻を加えて27日0600に出港。7月2日1700にミリに到着した。5日0600、神鳳丸、1B型戦時標準貨物船白金山丸（三井船舶、4,740トン）、1TS型戦時標準タンカー第8共栄丸（共栄タンカー、1,010トン）、他輸送船4隻からなるミシ04船団を朝風と共に護衛してミリを出港。船団は9ノットで航行し、9日1000に昭南に到着した。
12日1100、1K型戦時標準貨物船日田丸（日本郵船、5,320トン）、大善丸（大阪商船、5,396トン）、白馬山丸（太洋興業、6,650トン）他輸送船7隻からなるシミ06船団を朝風と共に護衛して昭南を出港。17日1500、船団はミリに到着。19日1000、大善丸、日田丸、白馬山丸他輸送船9隻からなるミ10船団を朝風、第3号海防艦と共に護衛してミリを出港。24日2100、船団はマニラに到着。ここで羅津丸（大連汽船、5,460トン）、2A型戦時標準貨物船加古川丸（東洋海運、6,886トン）、六甲丸（東亜海運、3,028トン）他輸送船3隻、敷設艇前島を加え、27日1100に出港。28日1040、北緯16度23分 東経119度40分 / 北緯16.383度 東経119.667度のルソン島ボリナオ西方沖で、米潜クレヴァル(USS Crevalle, SS-291)の発射した魚雷1本が白馬山丸の右舷3番船倉に命中。行動不能となった同船は総員退去の後、1305に沈没した。30日、第20号海防艦が船団に合流。8月2日1000、船団は高雄に到着。屋代は羅津丸、日南丸（太洋興業、1,945トン）他輸送船1隻、朝風、前島と共に船団から分離した。4日0930、うらる丸（大阪商船、6,375トン）、タンカー第二小倉丸（日本油槽船、7,311トン）、愛宕丸（日本郵船、7,542トン）他輸送船13隻からなるミ13船団を朝風、駆逐艦芙蓉、海防艦松輪、草垣、第14号海防艦、第38号哨戒艇、第18号掃海艇、特設駆潜艇布引丸（日本海洋漁業統制、219トン）、英風丸（日本海洋漁業統制、216トン）、春日丸（日本海洋漁業統制、219トン）と共に護衛して高雄を出港。8月7日朝北緯16度27分 東経117度18分 / 北緯16.450度 東経117.300度の地点で米潜レイトン(USS Raton, SS-270)に発見され、レイトンは魚雷を3本ずつ計6本発射したが目立った成果はなかった。護衛艦艇は対潜掃蕩をおこなった。同日夜、北緯14度50分 東経119度58分 / 北緯14.833度 東経119.967度のバターン半島沖30海里の地点で、この対潜掃討部隊は米潜ギターロ(USS Guitarro, SS-363)に発見される。ギターロは「時雨型駆逐艦」と「吹雪型駆逐艦」に対して魚雷を3本ずつ計6本発射し、「吹雪型駆逐艦」への3つの命中を確認した。2205、船団後方を警戒航行していた海防艦草垣にギターロの魚雷複数本が命中し、沈没した。船団本体はこの間にマニラ湾に入っていった。8日0800、船団はマニラに到着。屋代はあとらす丸（大阪商船、7,342トン）、だあばん丸（日本郵船、7,163トン）、特設運送船第一号新興丸（丸井汽船、934トン）他輸送船3隻、芙蓉、朝風、松輪、18号掃海艇、春日丸、英風丸、布引丸と共に船団から分離した。
9日0200、生駒山丸（明治海運、3,173トン）、あさか丸（浜根汽船、4,681トン）、応急タンカー武津丸（三井船舶、5,949トン）他輸送船19隻からなるマタ26船団を松輪、第5号海防艦、第6号海防艦、第9号海防艦、第16号海防艦と共に護衛してマニラを出港。10日、船団は北緯16度17分 東経119度46分 / 北緯16.283度 東経119.767度の地点を航行中、ギターロに発見される。ギターロは魚雷を4本発射して「香取型巡洋艦」と4,000トン級輸送船の撃破を報じる。この攻撃で、1TM型戦時標準タンカー進栄丸（日東汽船、5,135トン）に魚雷が命中して沈没した。午後になり、第38号掃海艇、第39号掃海艇が加わる。12日、左営行きの華頂山丸（三井船舶、2,428トン）と共に船団から分離。16日、左営に到着。19日1200、永洋丸（日本油槽船、8,674トン）を護衛して左営を出港。20日2045、高雄に到着。22日1410、玄海丸（三井船舶、3,850トン）、応急タンカー光徳丸（大光商船、1,943トン）、逓信省標準B型貨物船雪川丸（川崎汽船、4,503トン）他輸送船7隻からなるタマ24船団を水雷艇鳩、第8号海防艦、第25号海防艦、第32号海防艦、第38号掃海艇、第39号掃海艇と共に護衛して高雄を出港。24日、アパリに寄港。25日朝、サマログに寄港。22日にヒ71船団から分離した1TL型戦時標準タンカー第二八紘丸（日本油槽船、10,022トン）、同二洋丸（浅野物産、10,023トン）、護衛の朝風、夕凪からなるマタ24A船団が、米潜スペードフィッシュ(USS Spadefish, SS-411)の攻撃を受けて第二八紘丸が大破しバサレン湾に座礁し、夕凪がその警戒のために船団から分離していた。25日1000頃、船団はバサレン湾沖に到達。玄海丸が第二八紘丸の救援のために、第25号海防艦がその警戒のために船団から分離し、その代わりに夕凪を船団に加えた。その直後、船団は北緯18度42分 東経120度49分 / 北緯18.700度 東経120.817度のルソン島北岸マイライラ岬近海で米潜ピクーダ(USS Picuda, SS-382)に発見される。10時22分、ピクーダは光徳丸に向けて魚雷を6本発射し、うち1本が命中して光徳丸は10時23分に沈没していった。これを見た夕凪が対潜掃討を行うが、ピクーダの再度の雷撃で左舷艦橋後部付近に魚雷が命中して缶室が爆発し、夕凪は10時35分に沈没した。午後には北緯18度31分 東経120度32分 / 北緯18.517度 東経120.533度のルソン島北西端ボヘヤドール岬沖で、ピクーダとウルフパックを組んでいた米潜レッドフィッシュ(USS Redfish, SS-395)に発見される。1315にレッドフィッシュは魚雷を発射し、ばとぱは丸（日本海運、5,953トン）が被雷沈没した。26日、船団はリンガエンに到着。27日0600にリンガエンを出港し、サンタクルーズへ移動。28日0600にサンタクルーズを出港し、2100にマニラに到着した。
30日、屋代はマニラを出港し、特設運送船(給油船)御室山丸（三井船舶、9,204トン）、陸軍油槽船音羽山丸（三井船舶、9,204トン）、黒潮丸（東和汽船、10,518トン）他輸送船11隻からなるヒ73船団と護衛の練習巡洋艦香椎、千振、第19号海防艦、第21号海防艦、第27号海防艦と会合。マニラ行きの補給艦伊良湖、陸軍特殊船吉備津丸（日本郵船、9,574トン）、特設運送船香久丸（大阪商船、6,806トン）、護国丸（大阪商船、10,438トン）を護衛して船団から分離。9月2日1400にマニラに到着した。6日1200、2TL型戦時標準タンカー仁栄丸（日東汽船、10,241トン）他輸送船8隻からなるマタ27船団を水雷艇鵯、第38号掃海艇、第39号掃海艇、特設駆潜艇第五拓南丸（日本海洋漁業統制、343トン）と共に護衛してマニラを出港。7日1730に北サンフェルナンドに到着。日付が8日に変わった頃に出港し、1900にバングイに到着。9日に出港。同日、ムサ湾沖で第38号掃海艇、第39号掃海艇が分離。10日、高雄港口に到着。11日に出港し、同日1700に高雄に到着した。14日早朝、出港する船団の護衛につくため高雄を出港したところ、北緯22度42分 東経120度12分 / 北緯22.700度 東経120.200度の高雄沖で磁気機雷に触れて損傷する。この触雷で一時行動不能になり、艦首に浸水。乗員数名が負傷した。屋代は海防艦三宅に曳航されて高雄に戻り、30日まで応急修理を受ける。
10月1日1700、マカッサ丸（南洋海運、4,026トン）、南京丸（大阪商船、3,005トン）、1C型戦時標準貨物船冬川丸（川崎汽船、2,700トン）他輸送船8隻からなるタマ28船団を海防艦大東、第104号哨戒艇、第21号駆潜艇、第87号駆潜特務艇、第92号駆潜特務艇、特設砲艦華山丸（東亜海運、2,089トン）と共に護衛して高雄を出港。2日夜、北緯20度50分 東経121度31分 / 北緯20.833度 東経121.517度のバタン諸島イバヤト島近海で悪天候の中航行中、米潜ポンフレット(USS Pomfret, SS-391)に発見される。ポンフレットは雷撃を行い、2250と2255に津山丸（日本郵船、6,962トン）の右舷機関室に1本ずつ魚雷が命中。津山丸は船体を折られて2345に沈没した。4日1930、サブタンに到着。5日0700に出港。6日0534に船団から分離し、アパリに到着。9日まで同地で発電機の整備を行うが、完了が14日になることからそのまま次の任務についた。
9日、アパリを出港し、タンカー日栄丸（日東汽船、10,020トン）、2TL型戦時標準タンカー仁栄丸（飯野海運、10,238トン）、同せりあ丸（日本油槽船、10,238トン）他輸送船6隻からなるヒ76船団と護衛の空母神鷹、大東、満珠、干珠、倉橋、三宅、第9号海防艦と合流。11日、楡林到着直前に船団から分離しアパリへ向かう。同日、空爆を受けて無線機が破損、戦死2名、数人の負傷者を出す。同日、アパリに到着。15日、アパリを出港し、16日1600に馬公に到着。21日まで修理を受ける。22日、馬公を出港し、帝北丸（帝国船舶/三井船舶運航、5,795トン/旧仏船Persee）、2TL型戦時標準タンカー天栄丸（日東汽船、10,241トン）のみになったヒ76船団と護衛の干珠、第8号海防艦、第130号海防艦と合流。24日、帝北丸が機関故障をおこし一時漂流するものの復旧。25日、船団は佐世保に到着。屋代はここで船団から分離し、佐世保海軍工廠で修理を受ける。11月1日0800、屋代は佐世保を出港し、2日0900に釜山に到着。同地で30日まで修理を受ける。

### 1945年
1944年（昭和19年）12月10日、第一海上護衛隊は第一護衛艦隊に改編。30日、屋代はヒ87船団を護衛して門司を出港。1945年（昭和20年）1月1日、第一護衛艦隊隷下に新編された第百二戦隊に編入。8日深夜～9日早朝、高雄にヒ87船団（部隊指揮官は第七護衛船団司令官駒沢克己少将・旗艦神威、駆逐艦時雨、磯風、旗風、海防艦御蔵や倉橋など、給油艦ほか8隻）が到着した。だがすぐに米軍機動部隊（第38任務部隊）艦上機に襲撃される。神威等が損傷。洋上では海邦丸が撃沈され、屋代は艦橋に直撃弾を受けて小破した。この被弾で海防艦長の山下貞義少佐、航海長、機雷長、操舵長、信号長を始め艦橋にいた信号員、見張員等、そのほとんど全員が戦死するという被害を受けた。そのため、砲術長が艦長代理として指揮を執った。同日夜、屋代は朝顔の右舷第１缶室横に衝突。日本海軍は1月13日付で本莊卓爾少佐を臨時の屋代海防艦長に任命した。14日、めるぼるん丸（大阪商船、5,438トン）、2A型戦時標準貨物船大威丸（大阪商船、6,886トン）、大郁丸（大阪商船、6,886トン）他輸送船4隻からなるタモ37船団を朝顔、第1号海防艦、第36号海防艦、第134号海防艦、第21号掃海艇と共に護衛して高雄を出港。16日、2TL型戦時標準タンカー大邦丸（飯野海運、10,045トン）が機関故障を起こした。同日、第130号海防艦が加入。18日、屋代は第36号海防艦と共に大威丸、大邦丸を護衛して船団から分離し、黒牛湾に到着。20日1020、大邦丸以下の船団は黒牛湾を出港し、22日0530に泗礁山泊地に到着。大邦丸以下の船団はそのままタモ37B船団となり、同日1400に出港。24日、馬路海に到着。25日に出港し、同日麗水に到着。26日に出港し、同日鎮海に到着。28日0500に出港し、29日0400に六連に到着した。30日、屋代は六連を出港し、1900に呉に到着。呉海軍工廠で修理を受ける。2月15日、本莊卓爾少佐は正式に屋代海防艦長となった。
19日、修理が完了した屋代は、1030に呉を出港し、門司に移動。20日1600、輸送船2隻からなるモユ01船団を第36号海防艦、第84号海防艦と共に護衛して門司を出港。21日0700、麗水に到着し、同日中に出港。航海中の22日、第百二戦隊と第九三一海軍航空隊は南号作戦支援のため潜水艦撃滅を目的としたAS1作戦部隊に編入。23日、船団は定海に到着。同地で屋代は船団から分離し、25日1500に出港。FB哨区の哨戒にあたる。3月6日、泗礁山泊地に到着。8日、練習巡洋艦鹿島から爆雷と重油30トンを補給。同日、泗礁山泊地を出港し、2TL型戦時標準タンカー東城丸（大連汽船:10,045トン）単独からなるヒ92船団と護衛の第25号海防艦と合流。船団が朝鮮半島西岸に到達するまで護衛した後分離し、11日に泗礁山泊地に到着。同日、鹿島、第34号海防艦と共に泗礁山泊地を出港し、12日に上海に到着。同日、AS1作戦終了。13日、第百二戦隊はAS2作戦部隊に編入。15日、鹿島、第34号海防艦と共に上海を出港。2隻と別れて哨戒にあたる。17日、AS2作戦終了。18日1000、定海に到着。日付が19日に変わる頃に出港し、奄美大島近海で哨戒にあたる。同日、第百二戦隊はAS3作戦部隊に編入。29日、第2号海防艦、第34号海防艦と共に佐世保に到着。佐世保海軍工廠で31日まで修理と整備を受ける。修理完了後は佐世保を出港し、奄美大島近海で哨戒にあたる。
4月7日1203、奄美大島西方沖で佐世保へ向け帰投中、複数の水上艦を電探が探知する。この複数の水上艦は沖縄水上特攻作戦により沖縄へむかう第一遊撃部隊と判断された。実際に大島輸送隊（第146号輸送艦、第17号駆潜艇、第49号駆潜艇）が同海域を北上しており、第一遊撃部隊とすれ違って互いの健闘を祈った。なお宮田秀雄（屋代電測員）は13時30分に、機関故障により第一遊撃部隊から後落していた夕雲型駆逐艦「朝霜」と「屋代」がすれ違い、「ワレ、朝霜、機関故障、修理中」の発光信号があったと回想している。「朝霜」は「屋代」側の負傷者移乗や曳航の申し出を断り、2隻は別れたという。しかし他の屋代乗組員は「朝霜」や「大和」との遭遇はなかったと回想している。公式には、「朝霜」は12時30分頃に「我　敵機ト交戦中」の通信を最後に消息を絶ち、第21駆逐隊司令（小滝久雄大佐）含め全乗組員が戦死した。
26日、貨客船興東丸（東亜海運、3,363トン）、貨物船満州丸（大連汽船、5,226トン）、2ET型戦時応急タンカー第九南隆丸（南方輸送船、870トン）等輸送船6隻で編成されたシモ03船団を駆逐艦朝顔、海防艦宇久、崎戸、第26号海防艦、第102号哨戒艇、第29号掃海艇、第20号駆潜艇と共に護衛して泗礁山泊地を出港。27日、北緯34度52分 東経124度23分 / 北緯34.867度 東経124.383度の木浦沖を航行中、上空から2機のPBY カタリナが飛来。機銃掃射によって第102号哨戒艇の甲板上に露出していたラダーケーブルが切断され、一時航行不能となったほか、宇久が至近弾により損傷したものの、船団の奮戦によって敵機の撃退に成功。その後潜水艦の攻撃を受けるも、これも朝顔の対潜掃討により撃退。29日、船団は巨済島に寄港し、翌30日に出港。同日、対馬沖を航行中に輸送船1隻が無断で船団から分離して門司へ先行。5月1日に船団は油谷湾に到着。ここで屋代は崎戸と共に船団から分離する。
6月9日、第百二戦隊は九州および対馬海峡の北西で対潜掃討を実施することとなった。屋代は第41号海防艦と共に、木浦南東沖に割り当てられた。同日、北緯34度18分 東経127度18分 / 北緯34.300度 東経127.300度の麗水湾口で対潜哨戒中、米潜シーオウル(USS Sea Owl, SS-405)に発見される。0435、シーオウルは攻撃位置から魚雷を6本発射。最初の魚雷が第41号海防艦の中央部弾薬庫に命中し、他の魚雷は目標の下を通過した。魚雷が命中した第41号海防艦は大爆発を起こし、沈没した。屋代は他の哨戒艇2隻とともに爆雷攻撃を始め、続く14時間で84発の爆雷を投下したものの、シーオウルは損傷を負うことはなかった。
24日1930、松浦丸（日本郵船、3,179トン）、2AT型戦時標準貨物船改装応急タンカー延暦丸（日本郵船、6,925トン）、山濤丸（山下汽船、6,954トン）からなる清内04船団を第2号海防艦と共に護衛して迎日湾を出港。25日0600、第13号海防艦が船団に合流。同日1330、第13号海防艦が船団から分離し輸送船の捜索に向かう。同日2325、第13号海防艦が再度船団に合流。26日0758、船団は萩に到着。27日朝、萩を出港し、同日1045に舞鶴に到着した。7月、屋代は朝鮮北部を対潜哨戒する。
8月8日、屋代は陸軍飛行学校の士官候補生400名を雄基にて下船させた後、すぐに出港。9日早朝、羅津へ向かう2A型戦時標準貨物船明優丸（明治海運、6,868トン）他輸送船3隻からなる輸送船団と護衛の第87号海防艦、第150号海防艦と合流。羅津に接近した時、羅津はソ連のIl-2、Il-4、Yak-9の戦爆連合による空襲を受けているところだった。そのため行き先を雄基に変更。0920、雄基から4.8km離れた地点でソ連軍機が雄基の空襲を始めるのを確認。まもなくIl-2の編隊による空爆が船団に対しても行われたため、船団は対空戦闘を行った。屋代はソ連軍機11機を撃墜したが、機銃掃射等で戦死2名、負傷者19名を出す。第87号海防艦では爆弾が艦橋に直撃したほか、明優丸他輸送船1隻が軽微な損傷を受けるなど損害を出した。船団は目的地を元山に変更し、10日に到着した。
終戦時は元山から内地へ向かって航海中だった。

### 戦後 機雷掃海

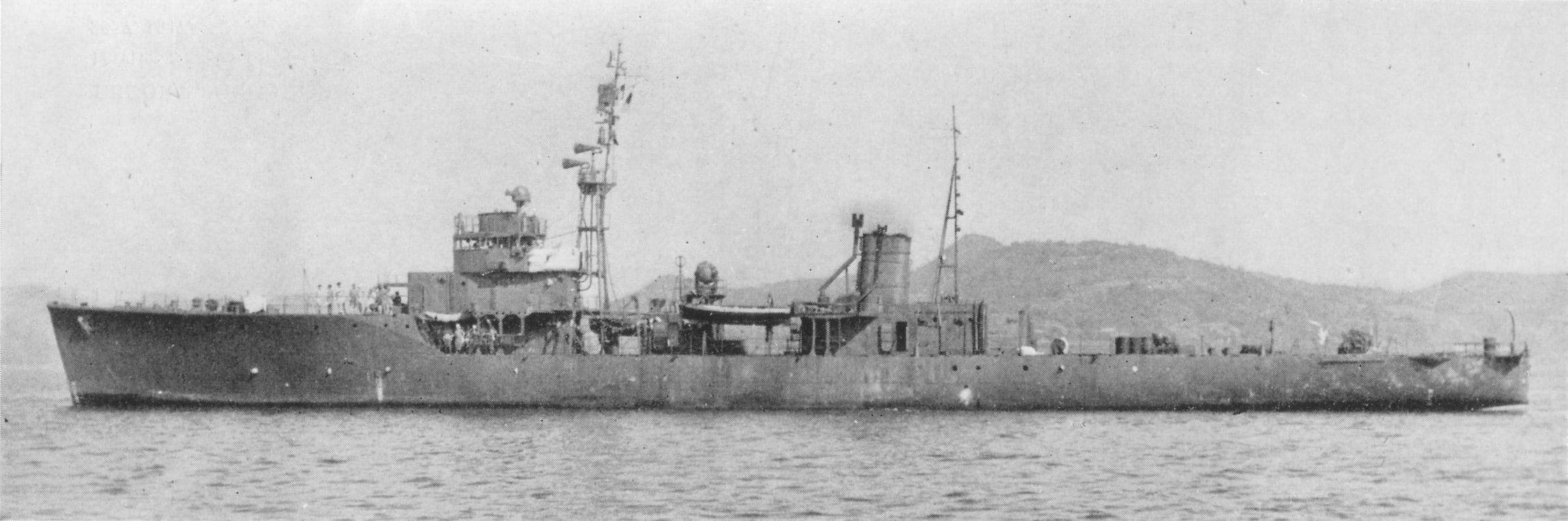
引渡しのため出港する直前の屋代
（1947年8月25日、佐世保港）

1945年（昭和20年）8月25日、横須賀鎮守府第一予備海防艦に定められる。11月30日、海軍省の廃止に伴い帝国海防艦籍から除かれた。12月1日、第二復員省の開庁に伴い、大湊地方復員局所管の特別掃海艦に定められる。
1946年（昭和21年）3月、海防艦倉橋、海第四十八号、海第四十九号、海第七十七号、米掃海艇ショーヴラー(USS Shoveler, AM-382)、レッドスタート(USS Redstart, AM-378)と共に奄美大島を基地にして喜界島近海での掃海任務にあたった。
9月1日、大湊地方復員局所管の特別輸送艦に定められ、同時に特別保管艦に指定される。1947年（昭和22年）3月31日、横須賀地方復員局所管に改められた。8月25日、第三次引渡しのため佐世保を出港し青島へ向かう。8月29日に特別輸送艦の定めを解かれ、賠償艦として青島で中華民国に引き渡された。

### 中華民国海軍
中華民国に引き渡し時は接19号と仮称された。引渡し後、雪峰(Xue Feng)の名が与えられる予定だったが、威臺(Wei Tai)と命名された。主武装は、日本製の十年式12cm高角砲2門であった。しかし主機の状態が悪く、青島に放置されていた。国共内戦中の1949年（昭和24年）2月、青島に中国人民解放軍が迫ったことから急遽出港し、台湾の左営へ向かった。1950年、正安(Cheng-An)に改名、艦番号PF-76。左営にて大修理と大整備を行い、アメリカ製の38口径5インチ単装両用砲2門、ボフォース 40mm機関砲2門、エリコンFF 20 mm 機関砲8挺を装備した。
第一次台湾海峡危機の間の1955年4月7日には烏坵島周辺で臨安（元日本海軍択捉型海防艦対馬）とともに中国人民海軍の陣地となった島々への砲撃を行った。
1963年（昭和38年）、他の日本製海防艦が一斉に退役すると同時に除籍・解体された。
屋代の艦名は海上自衛隊の掃海艇「やしろ」に引き継がれた。

## 艦長
艤装員長
1. 山下貞義 少佐：1944年3月1日[41] - 1944年5月10日

海防艦長/艦長
1. 山下貞義 少佐：海防艦長 1944年5月10日[42] - 1945年1月9日 - 戦死。同日、海軍中佐に特進。
2. 本莊卓爾 少佐/第二復員官：1945年1月13日（臨時海防艦長）[25] - 2月15日（海防艦長）[26] - 艦長 1945年12月1日 - 1945年12月6日
3. 竹内仁司 第二復員官：1945年12月6日[43] - 1946年3月12日
4. 太田耕 第二復員官/第二復員事務官/復員事務官：1946年3月12日[44] - 1947年2月5日[注 6][45]、以後8月5日まで艦長の発令無し。
5. 伊藤正敬 復員事務官：1947年8月5日[46] - 1947年8月29日[注 7]

### 注
1. ↑  これは第310号艦型の価格であり、基本計画番号E20としての価格ではない。
2. ↑  この数字は法令上の定員数であり、特修兵、その他臨時増置された人員を含まない。
3. ↑  マル急計画の当初計画での番数。
4. ↑  ヒ87船団には空母龍鳳（特攻兵器桜花輸送任務）と護衛の磯風および浜風が加わっていたが、龍鳳は7日に分離して台湾北部基隆市へ移動した[20]。また浜風とタンカー海邦丸が衝突、浜風は澎湖諸島馬公市へ退避[21]。海邦丸は応急修理のあと海防艦2隻に護衛されヒ87船団本隊をて追及していた。
5. ↑  第一遊撃部隊指揮官：第二艦隊司令長官伊藤整一海軍中将、旗艦大和、第二水雷戦隊（軽巡矢矧、第17駆逐隊、第21駆逐隊、第41駆逐隊）。大和戦闘詳報には「12時22分、250度45kmに敵味方不明の艦艇群を発見(大島輸送隊と認む)」とあるが[29]、距離が違う[30]。
6. ↑  充員召集を解除されたことによる自動解職。
7. ↑  昭和21年7月1日付 復二第67号の定めによる自動解職。